# Babah Ceupan
Babah Ceupan is een bestuurslaag in het regentschap Aceh Jaya van de provincie Atjeh, Indonesië. Babah Ceupan telt 184 inwoners (volkstelling 2010).